# Vilnius
Vilnius ([Vilnyjus]; dříve česky Vilno, německy Wilna, polsky Wilno, bělorusky Вільня, rusky, dříve Вильна, v jidiš ווילנע‎ [vilne]) je hlavní město Litvy. Ve městě žije přibližně 581 tisíc obyvatel, 57,8 % tvořili Litevci, 18,7 % Poláci, 14 % Rusové, 4 % Bělorusové, 0,5 % Židé a 5 % ostatní národnosti. Rozloha města činí asi 400 km², 3,6 km² z této plochy zabírá Staré město, historické centrum Vilniusu, zapsané do Seznamu světového kulturního dědictví UNESCO.
Latinské heslo Vilniusu Unitas, Justitia, Spes znamená „Jednota, spravedlnost, naděje“.

## Poloha
Město leží v jihovýchodní Litvě (54°41' severní šířky a 25°17' východní délky) na soutoku řek Vilnia a Neris. Ačkoli se dnes nachází poblíž litevsko-běloruské státní hranice, v minulosti šlo nejen o kulturní, ale i o geografické centrum území tuto hranici přesahujícího, někdejšího Litevského velkoknížectví a také o významné město v rámci Polsko-litevské unie.

## Podnebí
Podnebí je zde přechodové mezi kontinentálním a přímořským. Průměrná roční teplota je +6,1 °C, lednová průměrná teplota činí −4,9 °C a červencová +17,0 °C. Průměrné roční srážky činí 661 mm. Ve Vilniusu bývají extrémně horká léta, kdy teplota přesahuje 30 °C.

## Historie
Oblast Vilniusu byla obydlena odedávna, jak dokládají četné archeologické nálezy v různých částech města. Litevská pověst o založení Vilniusu říká, že město bylo založeno poté, co vládnoucí velkovévoda Gediminas měl věštecký sen o železném vlku stojícím na kopci. Když požádal kněze o vysvětlení, dozvěděl se, že musí postavit hrad a velké město na vrcholu kopce. Název města vznikl zkomolením jména řeky Viliji, která Vilniusem protéká.
V psaných pramenech je město poprvé zmíněno v roce 1323. Vilnius se stal známým poté, co do něj Gediminas pozval německé obchodníky. Nejstarší částí města je hrad, postavený Gediminasem na Hradním kopci. V roce 1387 byla městu udělena magdeburská městská práva Vladislavem II. Jagellem, králem Polska a velkoknížetem litevským.

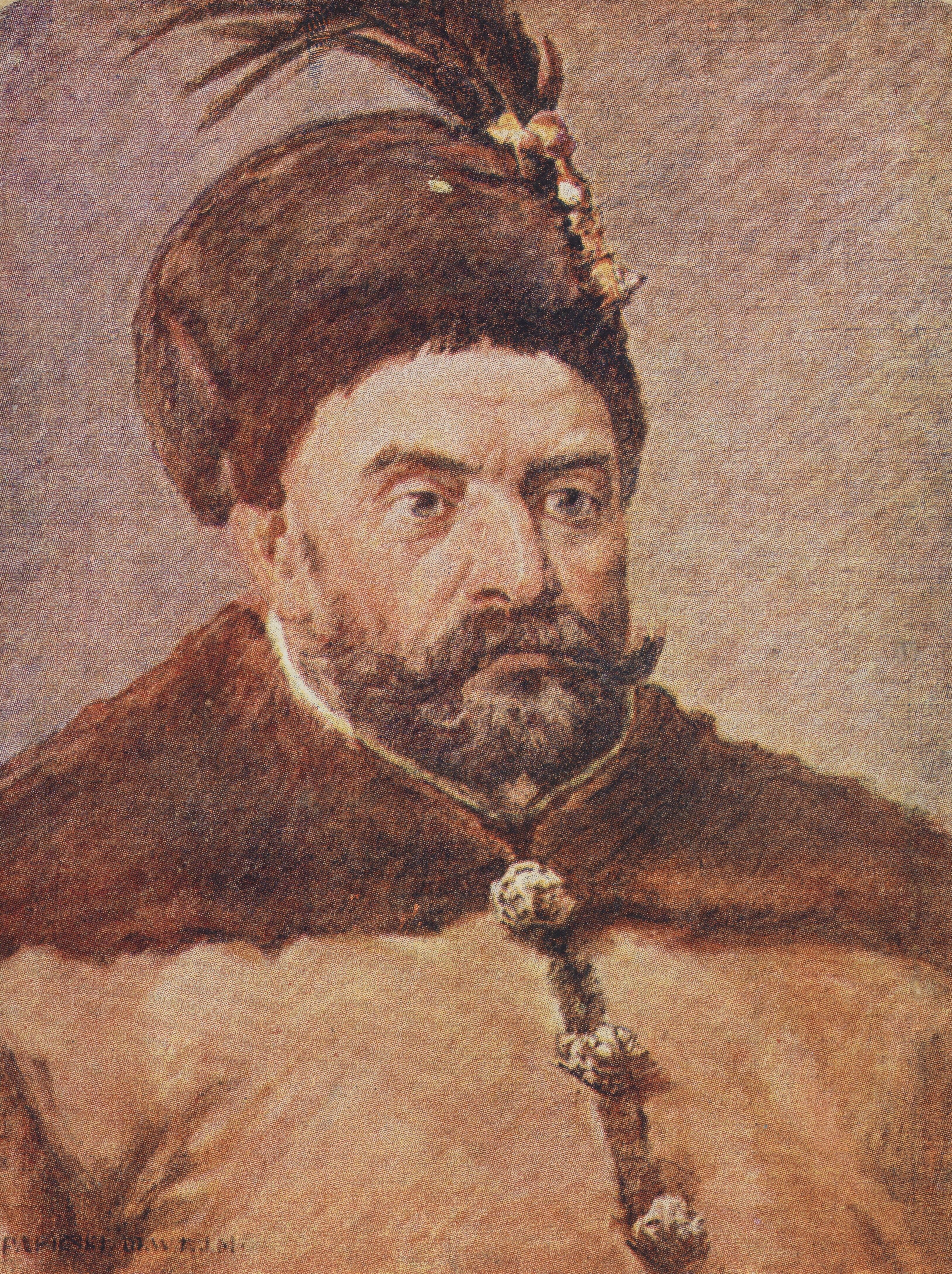
Štěpán Báthory, zakladatel vilniuské univerzity

Mezi lety 1503 až 1522 byly vybudovány městské hradby s devíti branami a třemi věžemi. Vilnius dosáhl vrchol svého rozvoje za vlády posledního Jagellonce Zikmunda II. Augusta, který sem přestěhoval svůj dvůr v roce 1544. V dalších stoletích se město dále rozrůstalo, mj. i díky založení Vilniuské univerzity králem a velkoknížetem Štěpánem Báthorym v roce 1579. Univerzita se brzy stala jedním z nejdůležitějších vědeckých a kulturních středisek v oblasti a hlavním vědeckým centrem litevského velkoknížectví a celé Polsko-litevské unie. Byla to jedna z nejstarších polsky mluvících univerzit.
V roce 1655 byl Vilnius obsazen ruskou armádou (tj. vojskem Moskevské Rusi), byl vypleněn a vypálen a jeho obyvatelé zmasakrováni. Brzy však Vilnius dobyla zpět polská armáda a ruská armáda se stáhla. Na počátku 19. století byl však Vilnius již třetím největším městem ve východní Evropě. Růst obyvatelstva si vyžádal zboření hradeb v letech 1799–1805, zachovala se pouze Brána rozbřesku (litevsky Aušros Vartai, polsky Ostra brama, tedy Ostrá brána).
Po třetím dělení Polska v roce 1795 byl Vilnius anektován Ruskem a stal se hlavním městem Vilenské gubernie. V roce 1812 město dobyl Napoleon během svého tažení na Moskvu. Jeho armáda posléze do Vilniusu ustoupila a město se stalo hrobem tisíců zraněných francouzských vojáků. V 19. století město postihly represe po nezdařených polských povstáních proti ruské nadvládě. Po listopadovém povstání z let 1831–1832 byla mj. uzavřena vilniuská univerzita.
Na přelomu 19. a 20. století žilo ve městě 163 000 obyvatel, z toho 76 400 židovského vyznání (47 %).
Během první světové války byl Vilnius okupován Německem (1915–1918). V roce 1919 byl prohlášen hlavním městem krátce existující Sovětské socialistické republiky Litvy a Běloruska (zvané Lit-Bel). 1. ledna 1919 byl Vilnius obsazen polskými jednotkami, které vytvořili místní obyvatelé (většina obyvatel byli totiž Poláci a Židé, etničtí Litevci tvořili malou, méně než 2% menšinu). Bolševická vojska postupující od východu Vilnius později obsadila, ale 19. dubna 1919 ho Poláci dobyli zpět. 14. července 1920 město Vilnius opět obsadili Rusové, ovšem po porážce ruských vojsk u Varšavy Sověti předali Vilnius nově vzniklé Litvě. 9. října 1920 však Vilnius obsadila litevsko-běloruská divize polské armády. Město a okolí bylo prohlášeno za samostatný stát „Střední Litvu“, jehož parlament 20. února 1922 odhlasoval připojení k Polsku. Vilnius se stal hlavním městem vilenského vojvodství.
Litva nicméně polskou svrchovanost nad bývalou Střední Litvou nikdy neuznala a vláda sídlící v „provizorním hlavním městě“ Kaunasu oficiálně považovala Vilnius za hlavní město (obě země ostatně kvůli tomu navázaly diplomatické styky až v roce 1938). Za polské vlády prodělal Vilnius rychlý rozvoj. Byla znovuotevřena univerzita Štěpána Báthoryho a podstatně se zlepšila infrastruktura města. V roce 1931 měl Vilnius 195 tisíc obyvatel a byl pátým největším městem v Polsku.
Po vypuknutí druhé světové války byl Vilnius 19. září 1939 na základě paktu Ribbentrop–Molotov obsazen Rudou armádou. Polská armáda nekladla větší odpor, neboť její hlavní síly bojovaly proti Němcům v jiných částech Polska. Podle ruských plánů se měl Vilnius stát hlavním městem Běloruska. Při litevsko-ruských rozhovorech v Moskvě 10. října 1939 bylo ale dohodnuto předání města a okolí Litvě výměnou za její souhlas se zřízením ruských vojenských základen na litevském území. V červnu 1940 byla Litva okupována Sovětským svazem a Vilnius se stal hlavním městem Litevské sovětské socialistické republiky. Sovětská tajná policie NKVD tehdy zatkla cca 35 až 40 tisíc obyvatel města a poslala je do gulagů.

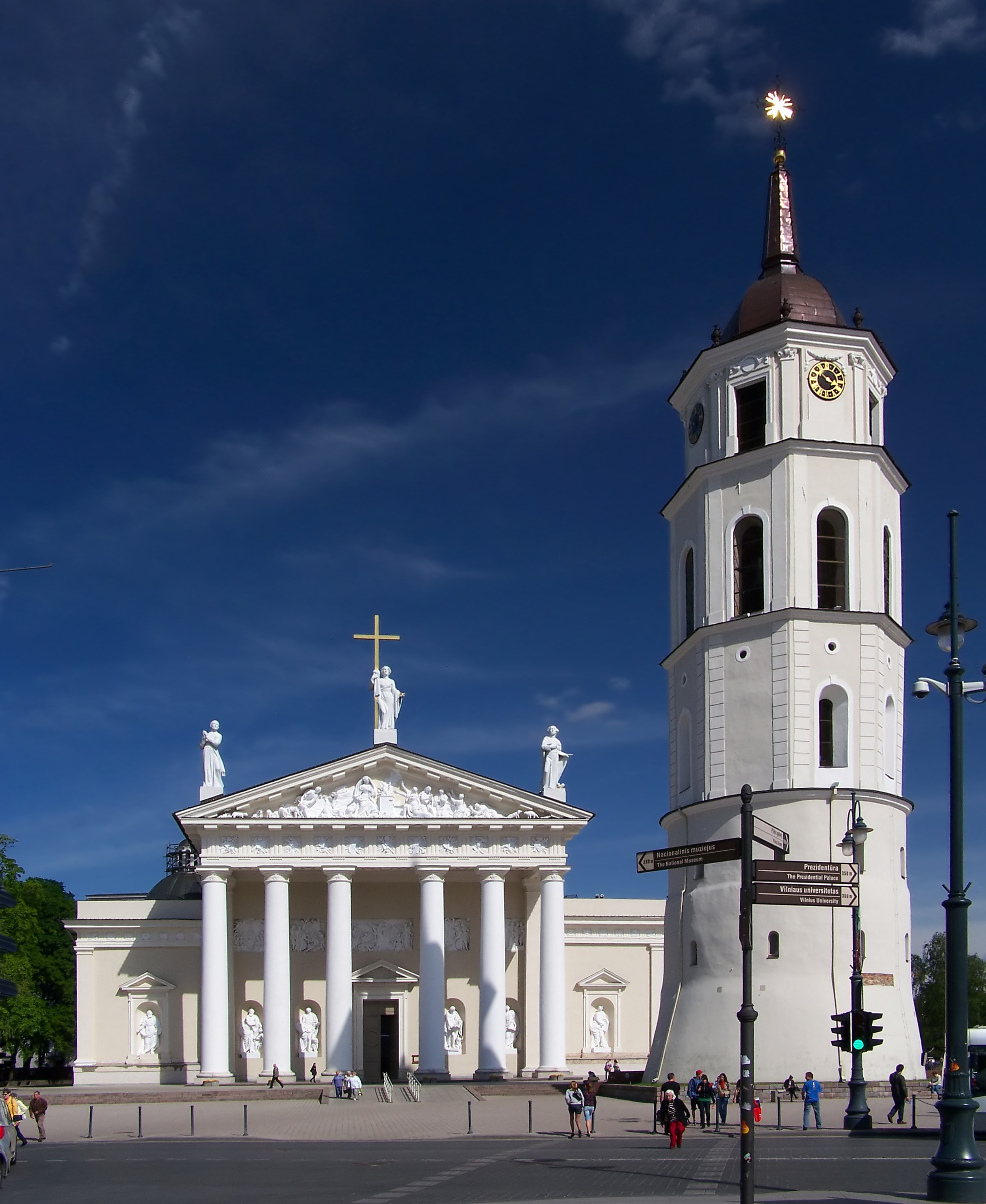
Katedrála ve Vilniusu

V červnu 1941 padl Vilnius do německých rukou. Němečtí okupanti zavraždili asi 100 tisíc obyvatel, mezi nimi 95 % místních Židů. Na tom se podílel i Franz Murer, přezdívaný kat Židů ve Vilniusu. Neúspěšné židovské povstání z 1. září 1943 vedlo ke konečné destrukci zdejšího ghetta, které vedla kontroverzní postava Jacoba Gense.
Vilnius byl osvobozen v červenci 1944 vojáky polské odbojové Armii Krajowej (Zemské armády) během operace Ostrá brána. S polskými povstalci spolupracovaly i některé sovětské jednotky, ovšem po vstupu Rudé armády do města 15. července 1944 byla velká část polských vojáků zatčena NKVD. Po skončení války Sověti z Vilniusu odsunuli (vyhnali) většinu polského obyvatelstva a nahradili je Rusy a Litevci.
Od roku 1987 ve městě docházelo k demonstracím proti sovětskému režimu. 13. ledna 1991 došlo ke střetu mezi obyvateli a Sovětskou armádou, která se pokusila obsadit televizní vysílací věž. 14 lidí bylo zabito a přes 700 raněno.
Vilnius byl vybrán společně s rakouským Lincem za Evropské hlavní město kultury roku 2009.

## Doprava
Vilnius je výchozím bodem dálnic Vilnius-Kaunas-Klaipėda (dálnice A1), Vilnius-Panevėžys (dálnice A2), Vilnius-Minsk (dálnice A3), Vilnius-Grodno (dálnice A4), Vilnius-Utena (dálnice A14), Vilnius-Lida (dálnice A15), Vilnius-Marijampolė (dálnice A16).
Z mezinárodního letiště Vilnius létají linky do všech významných evropských měst.
Vilniuské nádraží, položené blízko historického centra, je rovněž významným dopravním uzlem. Železniční trať vedoucí do běloruského Hrodna a dále do Varšavy je však přerušená. Od roku 2017 je posílena doprava do Minsku elektrifikací trati a nasazením moderních elektrických jednotek. Vlaky odtud jezdí i na letiště.
Blízko nádraží, nikoliv však v bezprostředním sousedství, se nachází autobusové nádraží.
Řeka Neris je splavná, ale neexistuje žádná pravidelná lodní doprava.
Městská hromadná doprava je v současnosti zajišťována trolejbusy a autobusy. Do budoucna je plánován systém městské železnice; za jeho základ lze považovat nynější vlakové spojení do satelitní čtvrti Naujoji Vilnia, kde se nachází i depo elektrických jednotek, a motorové vlaky na mezinárodní letiště.

## Sport
- FK Žalgiris Vilnius fotbalový klub
- FK Riteriai fotbalový klub
- Stadion LFF
- BC Rytas basketbalový klub
- Punks Vilnius lední hokej klub

## Zajímavosti
- mrakodrap Europa Tower
- toto město v seriálu HBO Černobyl zastupuje město Pripjať v uzavřené černobylské zóně

## Osobnosti
- César Antonovič Kjui (1835–1918), ruský hudební skladatel a hudební kritik
- Mark Antokolsky (1840–1902), litevský sochař
- Pylyp Orlyk – ukrajinský hejtman
- Szymon Konarski – polský revolucionář

- Kazimiera Iłłakowiczówna (1892–1983), polská básnířka, prozaička, dramatička a překladatelka

- Gediminas Kirkilas (* 1951), litevský politik, předseda vlády Litvy v letech 2006–2008
- Dalia Grybauskaitė (* 1956), litevská politička a v letech 2009–2019 prezidentka Litvy
- Andrius Kubilius (* 1956), litevský politik, předseda vlády Litvy v letech 1999–2000 a 2008–2012
- Ingeborga Dapkūnaitė (* 1963), litevská divadelní a filmová herečka
- Daina Gudzinevičiūtė (* 1965), litevská sportovní střelkyně, zlatá medailistka z LOH 2000
- Edgaras Jankauskas (* 1975), bývalý litevský fotbalista
- Ričardas Berankis (* 1990), litevský profesionální tenista

## Partnerská města
- Aalborg, Dánsko
- Almaty, Kazachstán
- Brusel, Belgie
- Budapešť, Maďarsko
- Dnipro, Ukrajina
- Doněck, Ukrajina
- Duisburg, Německo
- Edinburk, Spojené království
- Erfurt, Německo
- Gdaňsk, Polsko
- Chicago, Spojené státy americké
- Joensuu, Finsko
- Kanton, Čína
- Kišiněv, Moldavsko
- Krakov, Polsko
- Kyjev, Ukrajina
- Lodž, Polsko
- Lvov, Ukrajina
- Madison, Spojené státy americké
- Minsk, Bělorusko
- Moskva, Rusko
- Astana, Kazachstán
- Oslo, Norsko
- Pavia, Itálie
- Petrohrad, Rusko
- Pireus, Řecko
- Praha, Česko
- Riga, Lotyšsko
- Reykjavík, Island
- Salcburk, Rakousko
- Stockholm, Švédsko
- Štrasburk, Francie
- Tallinn, Estonsko
- Tbilisi, Gruzie
- Tchaj-pej, Tchaj-wan
- Varšava, Polsko

## Fotogalerie

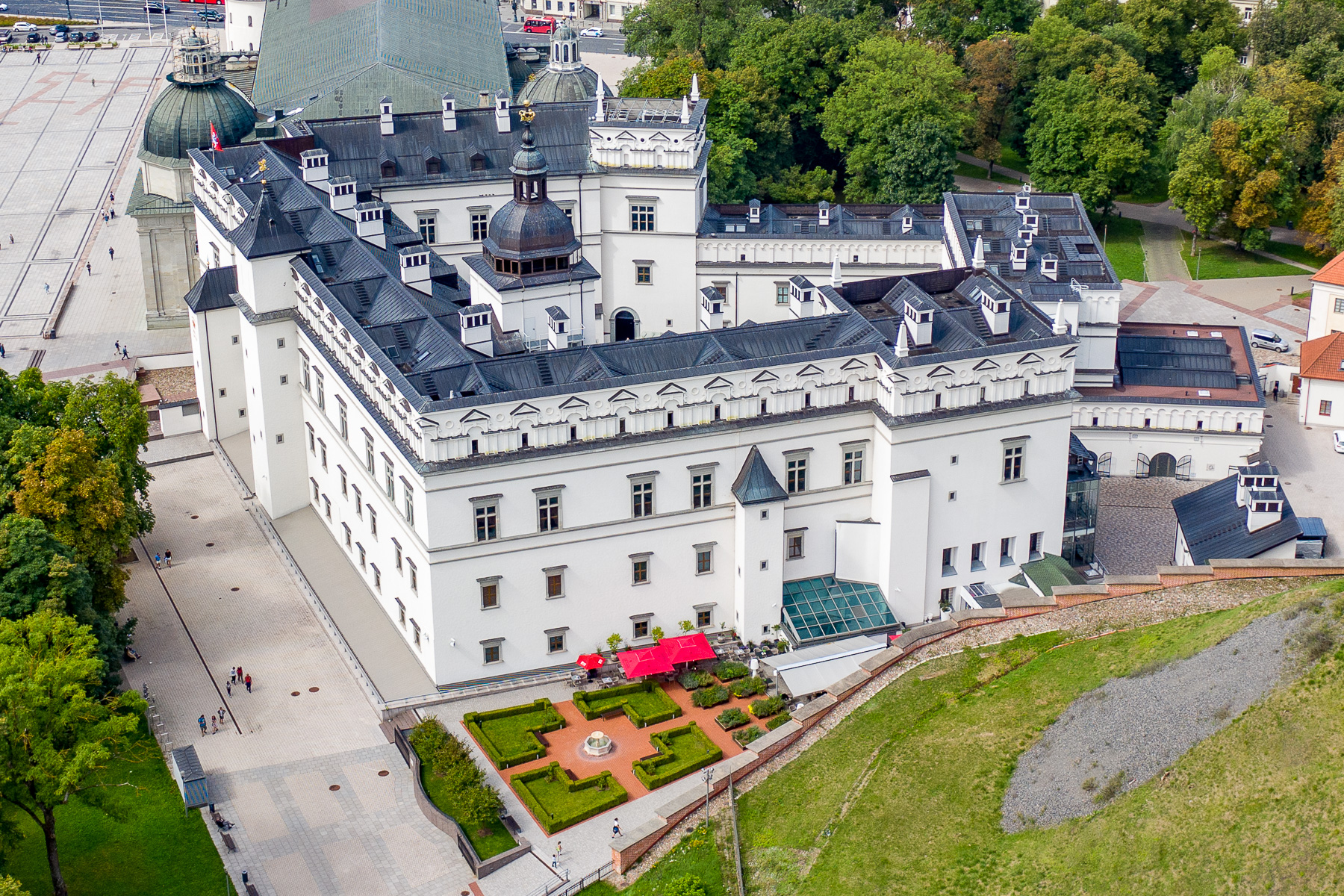
Královský zámek (Valdovų rūmai)
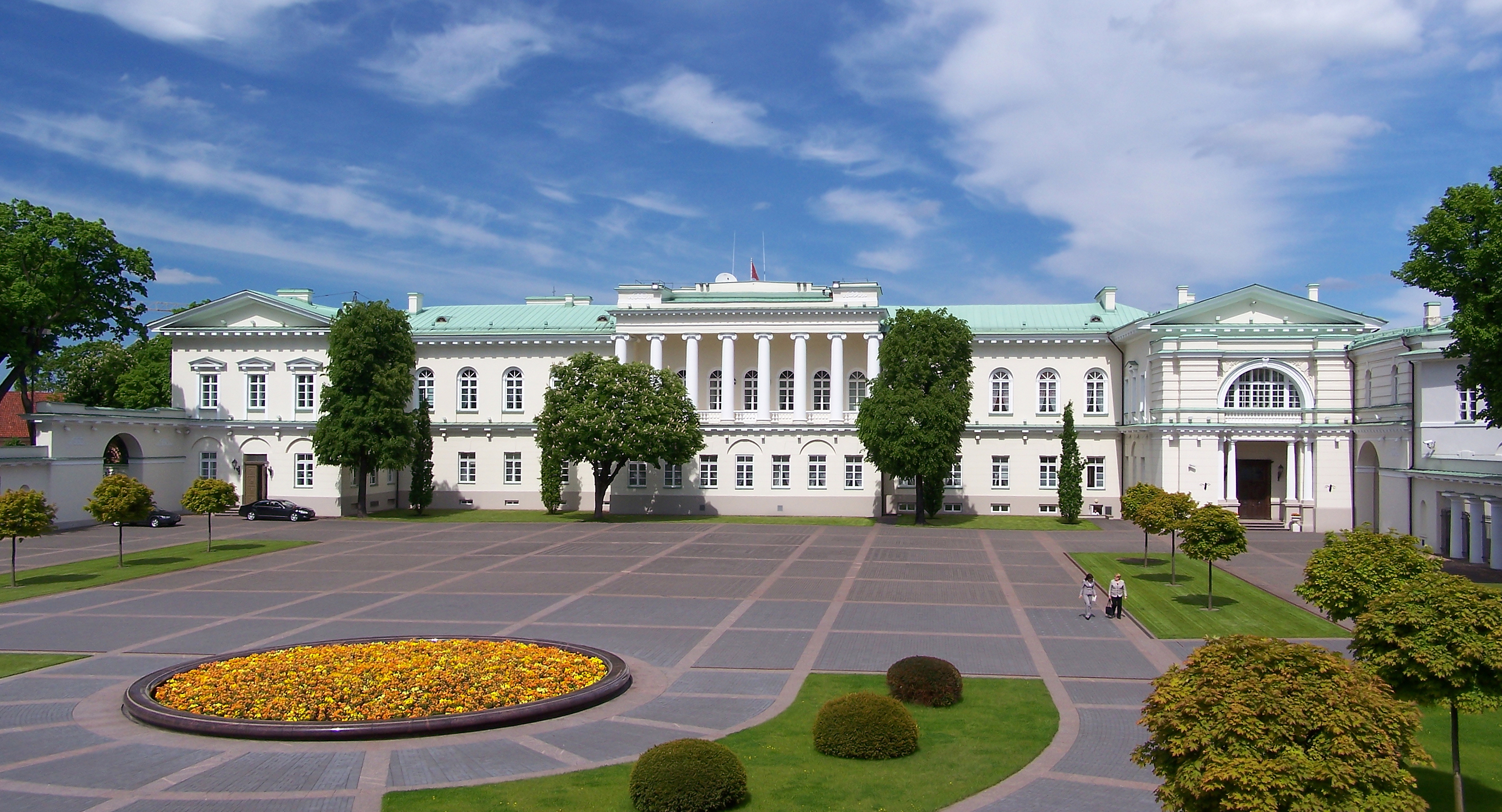
Prezidentský palác
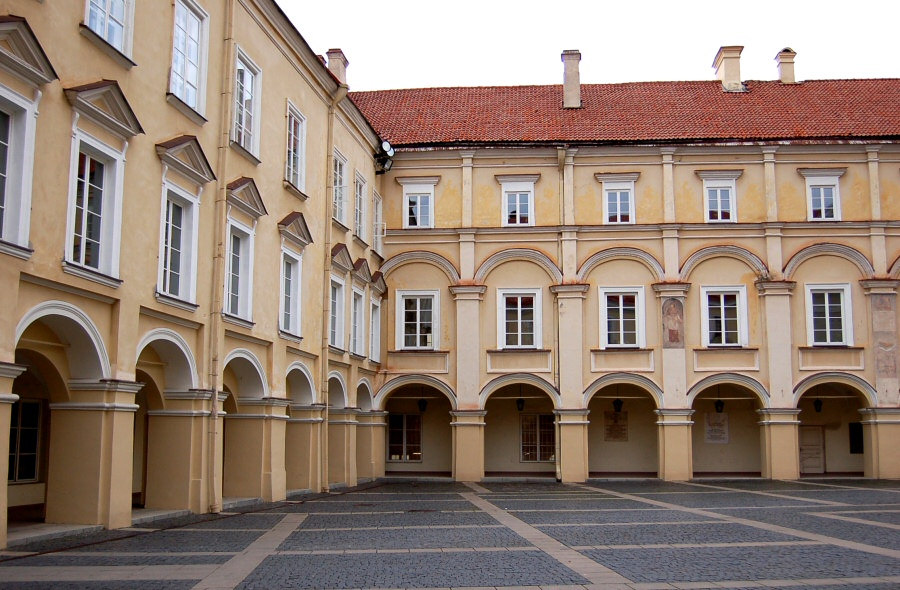
Univerzita (nádvoří)
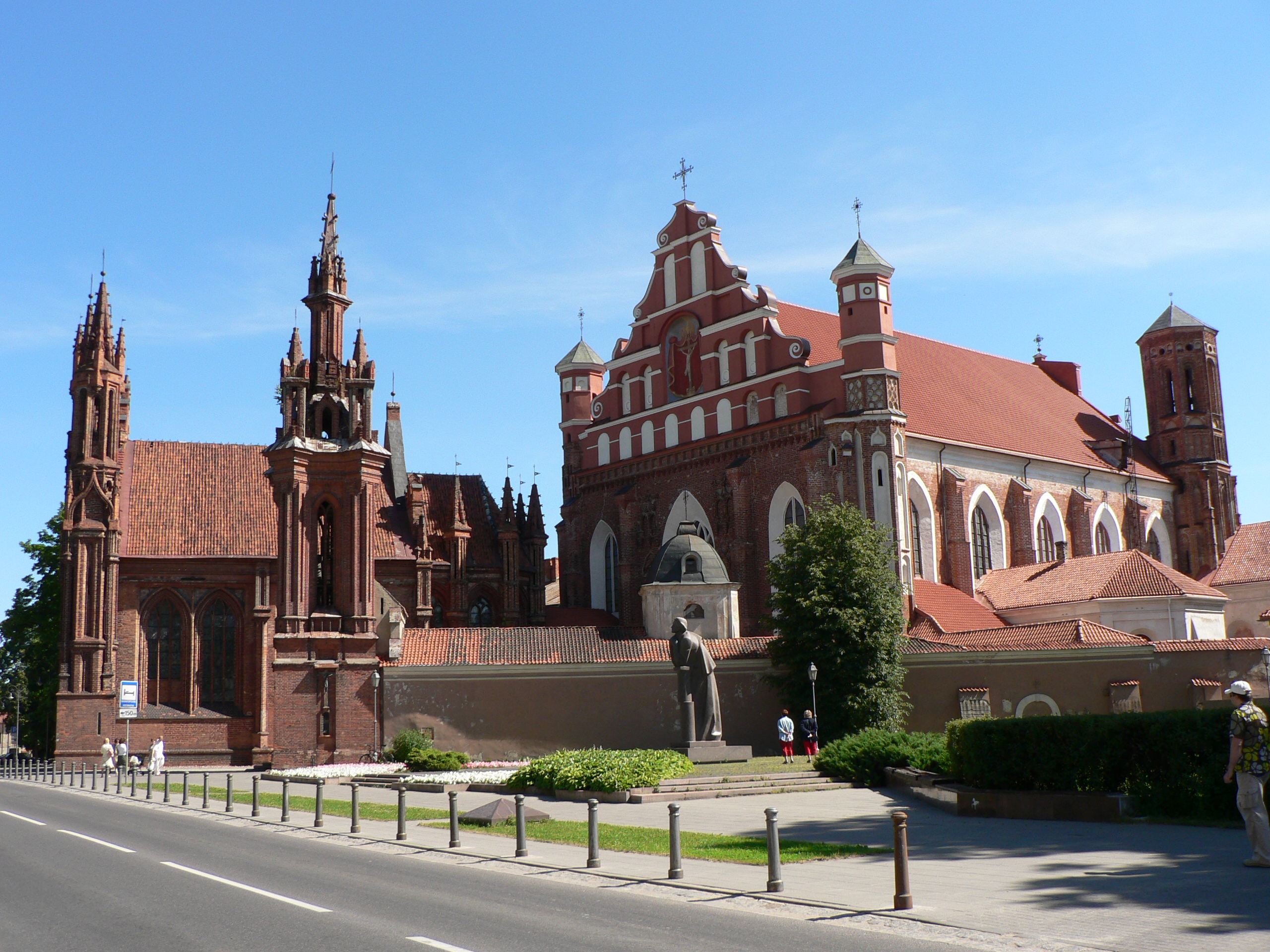
Kostel sv. Anny a klášter bernardinů
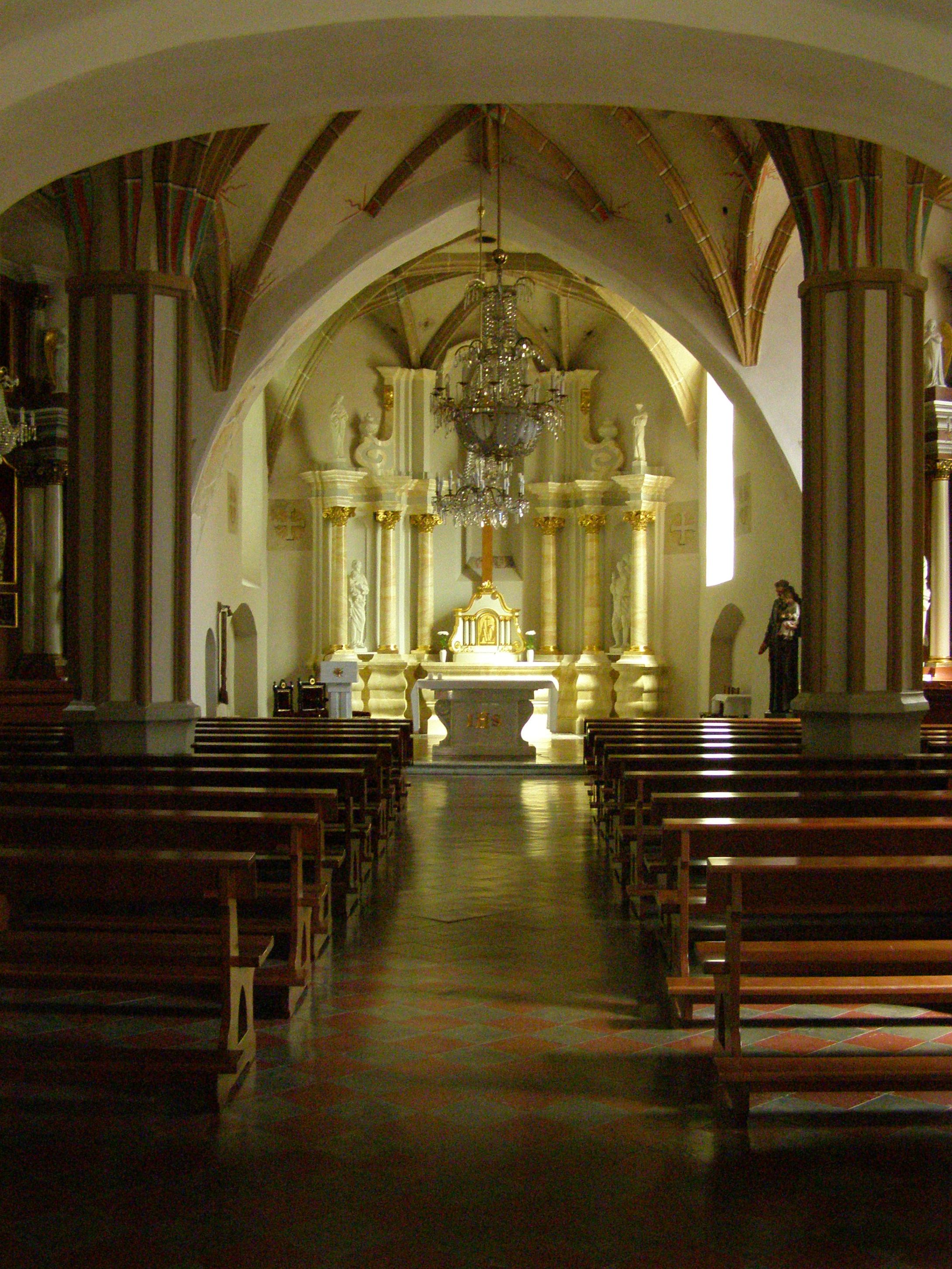
Kostel sv. Mikuláše
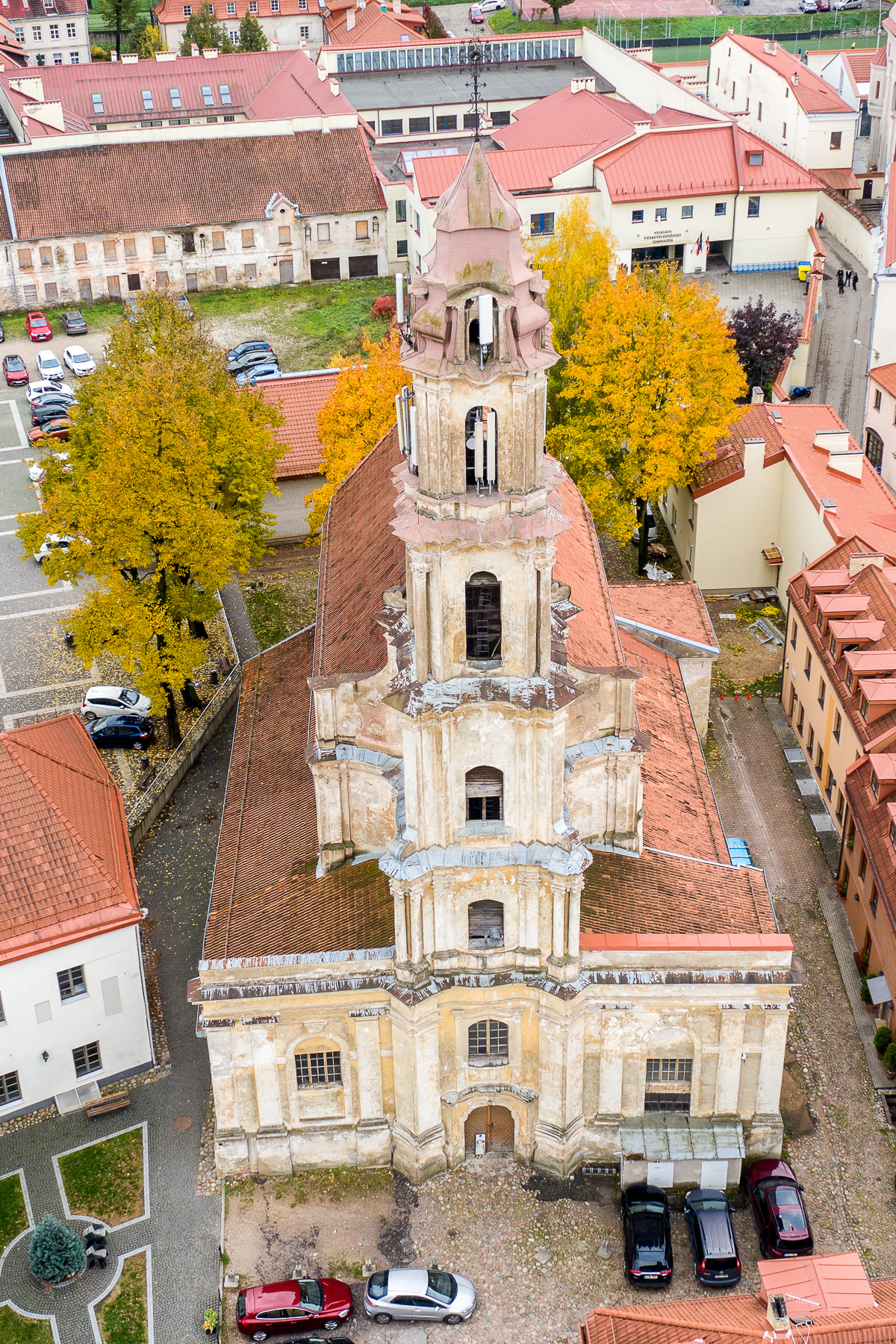
Kostel P. Marie
Kostel sv. Kateřiny
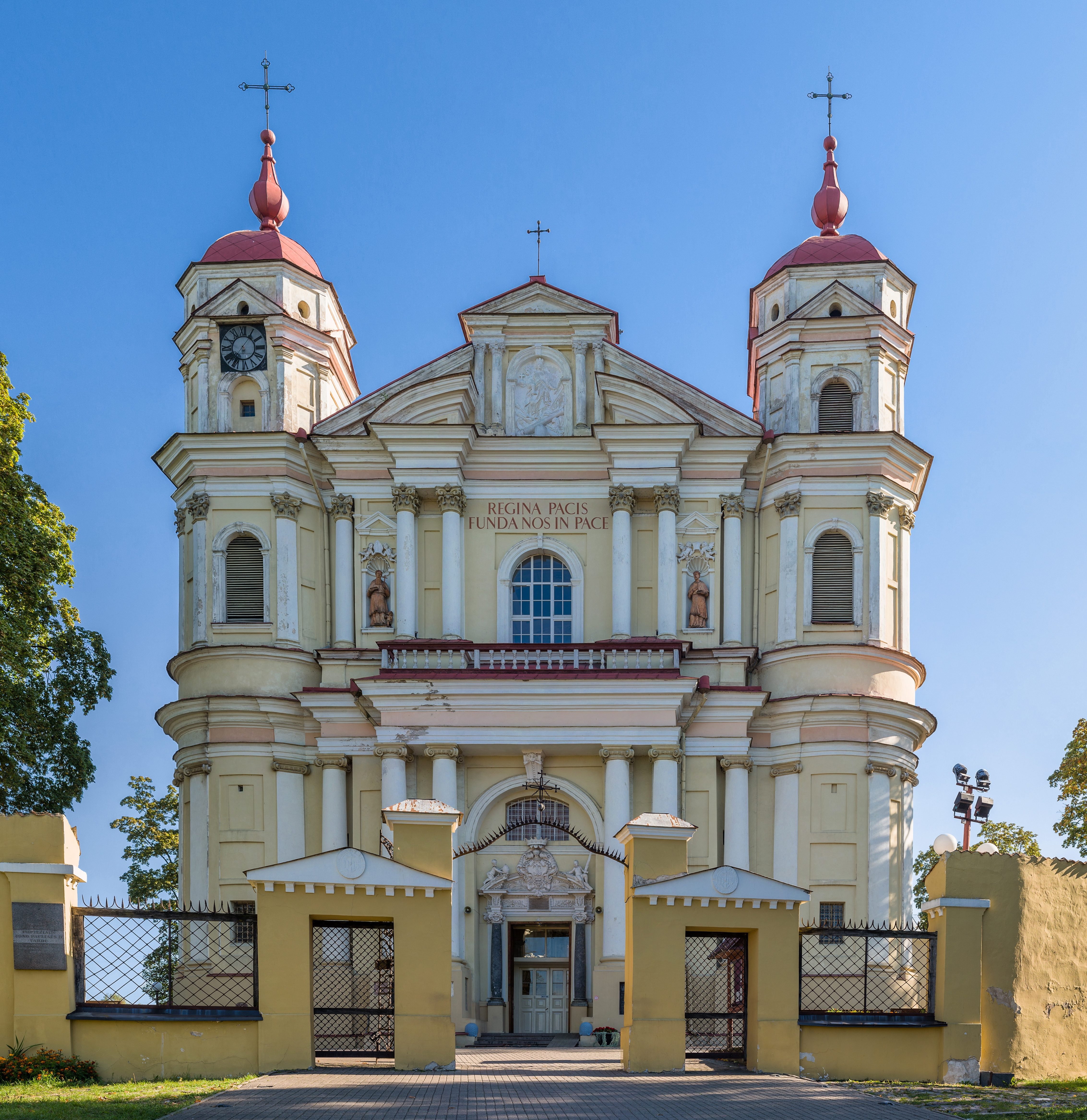
Kostel sv. Petra a Pavla
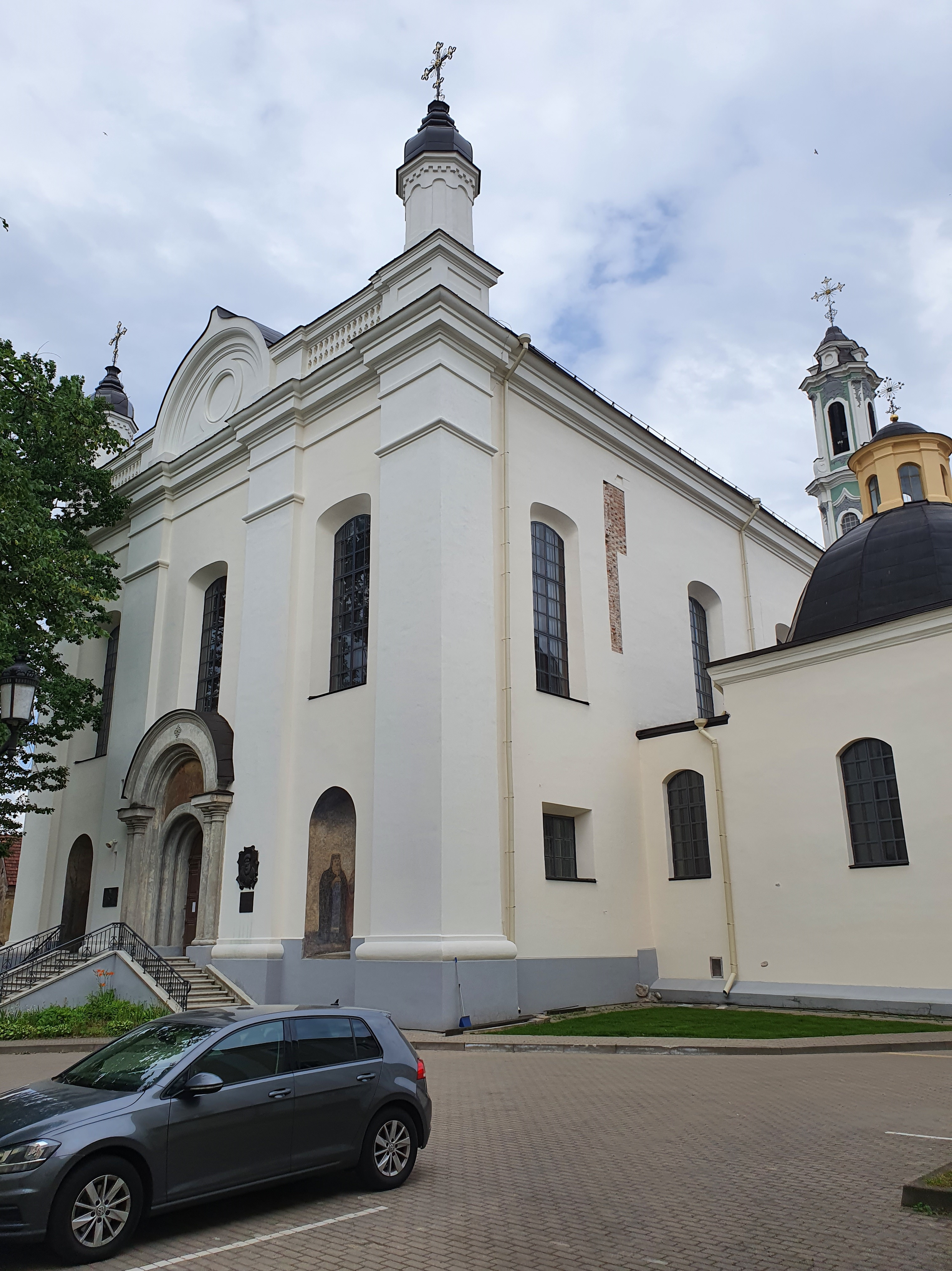
Kostel Nejsvětější Trojice, hlavní kostel Řádu svatého Basila Velikého
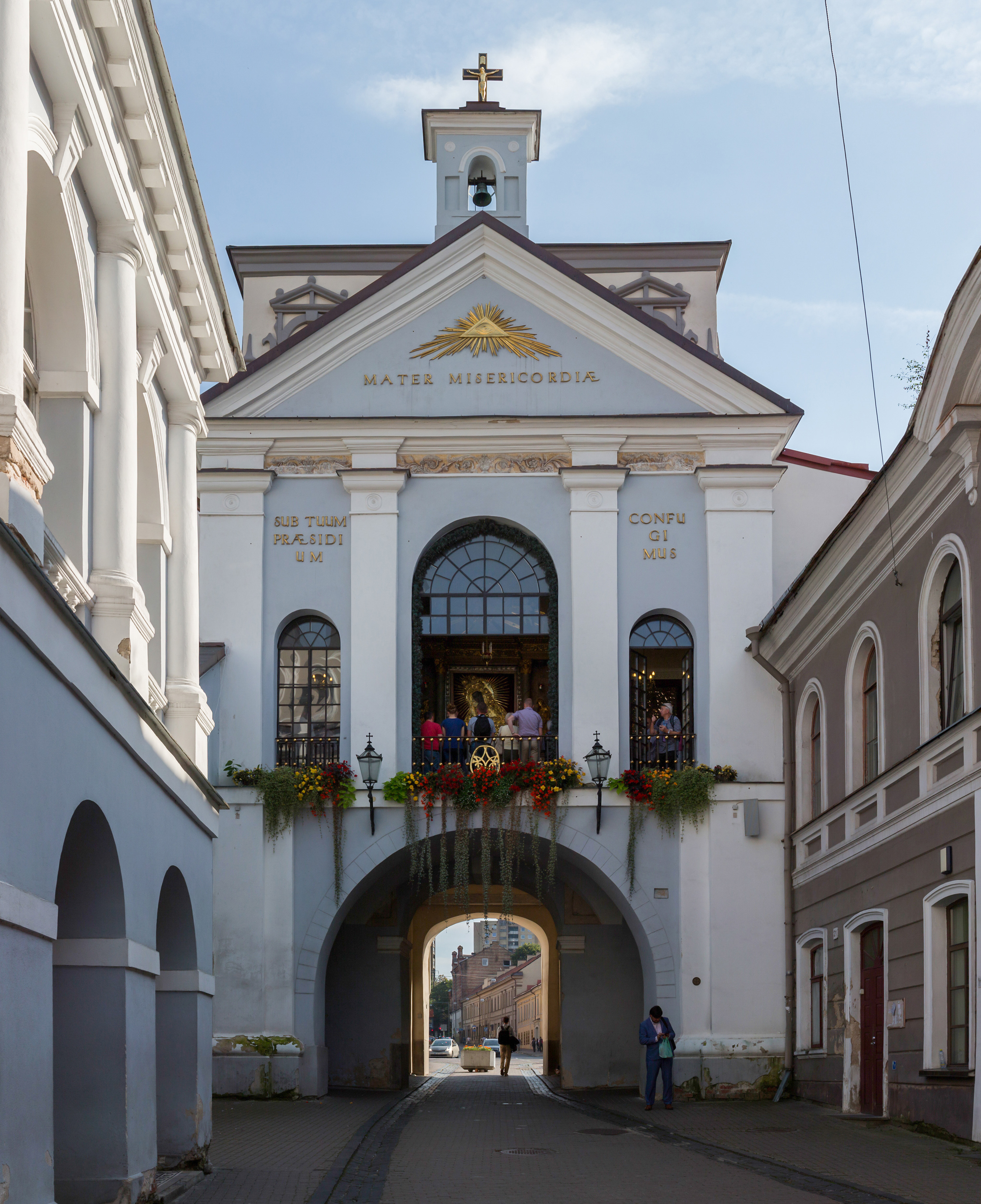
Brána rozbřesku, pohled z vnitřního města